# Michele Sansebastiano
Michele Sansebastiano, o più precisamente Vincenzo Michelangelo Sansebastiano (Novi Ligure, 26 settembre 1852 – Genova, 1908), è stato uno scultore italiano.

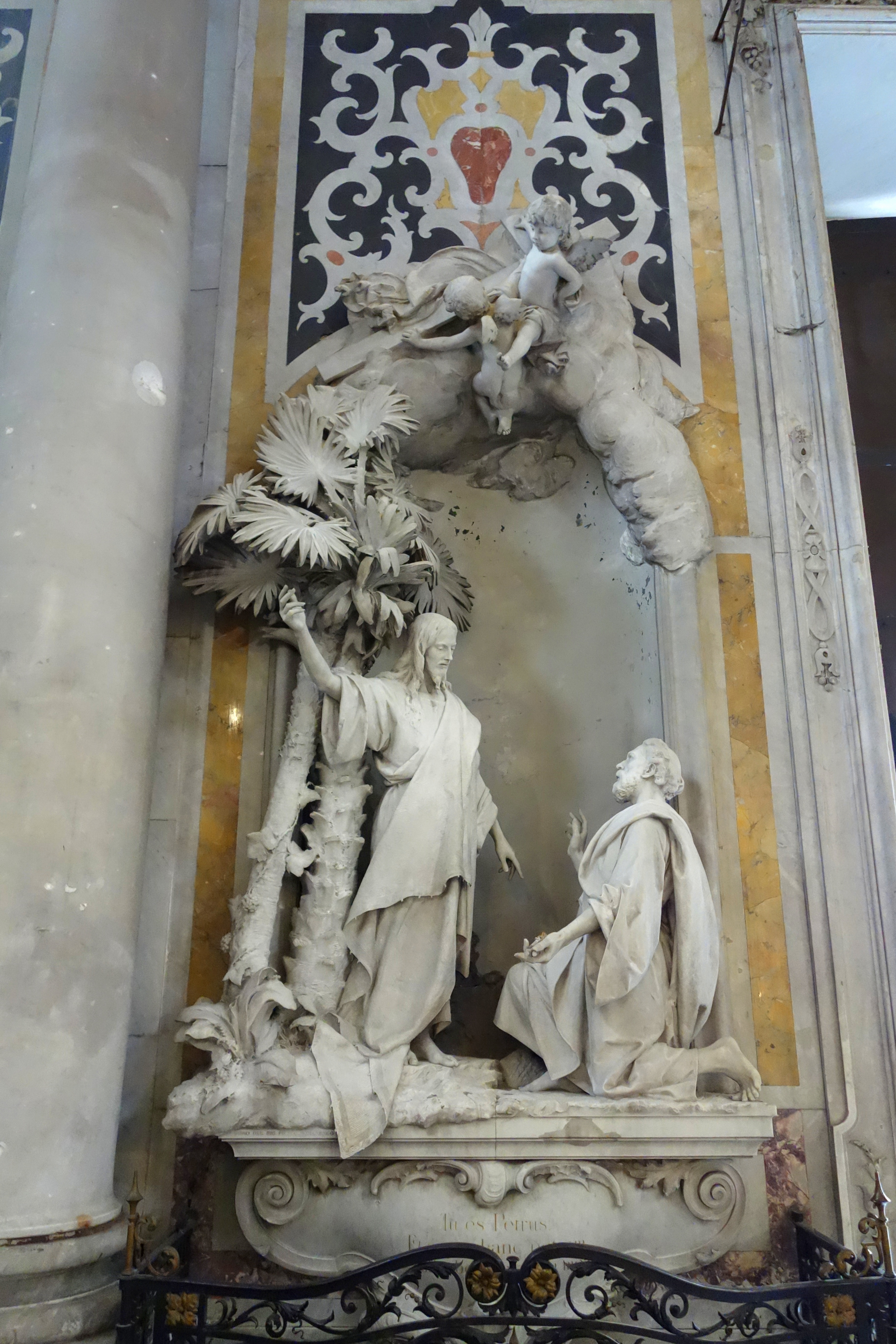
Cristo e San Pietro, 1896

Figlio di un pittore decoratore, ancora giovanissimo fu avviato dal padre all'apprendistato artistico, presso il laboratorio del Montecucco di Gavi.
Si iscrisse in seguito all'Accademia Ligustica di Belle Arti di Genova e si perfezionò a Firenze, sotto la guida di Augusto Rivalta, abbracciando la corrente del realismo borghese.
Si stabilì quindi nel capoluogo ligure, dove aprì uno studio che raggiunse una certa fama.
Dal 1871 al 1892 partecipò alle Esposizioni della Società promotrice di belle arti.
Nel 1898 fu nominato Accademico di merito all'Accademia Ligustica di Belle Arti.

## Le opere principali
- Statue di Cristo e di San Pietro (Genova, Chiesa di Santa Maria delle Vigne)
- Telamoni del "Palazzo dei Giganti" (Genova, Via XX Settembre)
- Cippo Tagliaferro, Cippo Romanengo-Bussa, tomba Barbieri (Genova, Cimitero monumentale di Staglieno)
- Monumento alla Repubblica del Brasile (Belém, Brasile, Stato del Parà)
- Fontana con Putto (Novi Ligure, via Roma)
- Tomba Vernetti, Tomba Cambiaggio-Minetto (Novi Ligure, Cimitero)